# Mars Exploration Rovers
NASA-ina misija Mars Exploration Rover (MER) bila je robotska svemirska misija koja je uključivala dva Marsova rovera - Spirit i Opportunity - s ciljem istraživanja planeta Marsa. Započela je 2003. lansiranjem dvaju rovera: MER-A Spirit i MER-B Opportunity - za istraživanje marsovske površine i geologije. Obojica su sletjela na Mars na odvojenim lokacijama u siječnju 2004. godine. Oba su rovera daleko nadmašila svoje planirane misije od 90 marsovskih solova: MER-A Spirit bio je aktivan do 22. ožujka 2010., dok je MER-B Opportunity bio aktivan do 10. lipnja 2018. i drži rekord najduže udaljenosti koju je prešlo bilo koje vozilo na kopnu izvan Zemlje.

## Pregled misije

### Spirit
Spirit (Mars Exploration Rover - A, MER-A, hr. Duh), NASA-in robotski rover na Marsu aktivan u razdoblju od 2004. do 2010., prvi od dva iz programa Mars Exploration Rovers. Lansiran je 10. lipnja 2003., a uspješno je sletio 4. siječnja 2004., tri tjedna prije Opportunityja (MER-B) i na drugoj strani planeta, u predjelu Gusev kratera. Rover je uspješno završio svoju planiranu misiju od 90 solova (Marsovskih dana). U travnju 2009. rover je zapeo u pijesak bez mogućnosti da se iz njega izvuče. U tom trenutku istraživao je područje Home Plate. Posljednja komunikacija sa Spiritom ostvarena je 22. ožujka 2010. nakon čega je zbog malo raspoložive električne energije, najvjerojatnije započeo hibernacijski način rada. 
Pokušaji da se s roverom uspostavi veza službeno su prekinuti 24. svibnja 2011.
Jedan od ozbiljnijih problema je bio kada se Spiritu od mnogo podataka pretrpala memorija, tako da on više nije "poslušno" primao naredbe sa Zemlje. Taj problem se riješio brisanjem memorije. Još jedan od problema je bio blokiranje prednjeg kotača Spirita.

### Opportunity
Opportunity (Mars Exploration Rover - B, MER-B), NASA-in robotski rover na Marsu, bio je drugi iz programa Mars Exploration Rovers. Lansiran je 7. srpnja 2003. godine, a na ravnicu Meridiani Planum sletio je 25. siječnja 2004. U razdoblju od 2006. do 2008. istraživao je krater Victoriju, širokog 200 m. Nakon toga je krenuo prema krateru Endeavour do kojeg je stigao u kolovozu 2011. Istraživao ga je sve do 10. lipnja 2018., kada je pješčana oluja iznenada zatamnila fotonaponske ploče pa je rover ostao bez energije.
Misija je proglašena završenom 13. veljače 2019. Opportunity je najdugovječniji rover na Marsu, s 5112 sola (Marsovskih dana) operativnosti.
Opportunity je sletio na posve suprotnoj strani Marsa. Kada je Opportunity došao do kratera Endurance, nije bilo sigurno je li prihvatljiv rizik da Opportunity uđe u krater jer možda neće moći izaći. Slično se i dogodilo. Kod prvog pokušaja izlaska iz kratera kotači su mu proklizavali, da bi na drugom kraju kratera uspio izaći. Opportunity je krajem 2005. opet upao (doslovno) u probleme. Naime, prešao je preko mnogo malih pješčanih dina, ali jedna dina je bila malo veća od drugih. Pokušao je prijeći preko nje, ali su mu kotači upali u dinu. Nakon oko mjesec dana se ipak uspio izvući iz dine.

## Otkrića
Rover Spirit je potvrdio mišljenje da je Marsom prije tekla voda. Vukući svoj pokvareni kotač, razgrnuo je zemlju i na vidjelo je izašlo tlo za koje znanstvenici kažu da pokazuje dokaze o prošlosti koja bi bila savršena za život mikroba. Slično je s područjima na Zemlji gdje su voda ili para iz vrućih izvora dolazili u kontakt s vulkanskim stijenama. Na Zemlji su to mjesta koja imaju puno bakterija. Spirit je prva sonda koja je Zemlju slikala s nekog drugog planeta.
Opportunity je pružio značajne dokaze u prilog primarnim znanstvenim ciljevima misije: traženje i karakterizacija širokog spektra stijena i regolita koji sadrže tragove prošlosti vodenih aktivnosti na Marsu. Osim istraživanja vode, Opportunity je napravio i astronomska opažanja i podatke o atmosferi. Opportunity je otkrio željezni kamen za kojeg se ispostavilo da je meteorit.

## Vanjske poveznice
- http://marsrovers.jpl.nasa.gov/home/index.html
- http://www.space.com/marsrover/
- http://www.lyle.org/mars/  Arhivirana inačica izvorne stranice od 7. srpnja 2007. (Wayback Machine)
- http://www.markcarey.com/mars/  Arhivirana inačica izvorne stranice od 7. listopada 2008. (Wayback Machine)
- http://www.jpl.nasa.gov/missions/mer/  Arhivirana inačica izvorne stranice od 20. srpnja 2012. (Wayback Machine)
- http://www.planetary.org/mars/mer.html  Arhivirana inačica izvorne stranice od 9. veljače 2004. (Wayback Machine)